# Municipio de Belcher
El municipio de Belcher (en inglés: Belcher Township) es un municipio ubicado en el condado de Prairie en el estado estadounidense de Arkansas. En el año 2010 tenía una población de 73 habitantes y una densidad poblacional de 0,85 personas por km².

## Geografía
El municipio de Belcher se encuentra ubicado en las coordenadas 34°32′24″N 91°37′33″O / 34.54000, -91.62583. Según la Oficina del Censo de los Estados Unidos, el municipio tiene una superficie total de 85.46 km², de la cual 81,16 km² corresponden a tierra firme y (5,04 %) 4,3 km² es agua.

## Demografía
Según el censo de 2010, había 73 personas residiendo en el municipio de Belcher. La densidad de población era de 0,85 hab./km². De los 73 habitantes, el municipio de Belcher estaba compuesto por el 95,89 % blancos, el 1,37 % eran de otras razas y el 2,74 % eran de una mezcla de razas. Del total de la población el 1,37 % eran hispanos o latinos de cualquier raza.